# Nixtamal

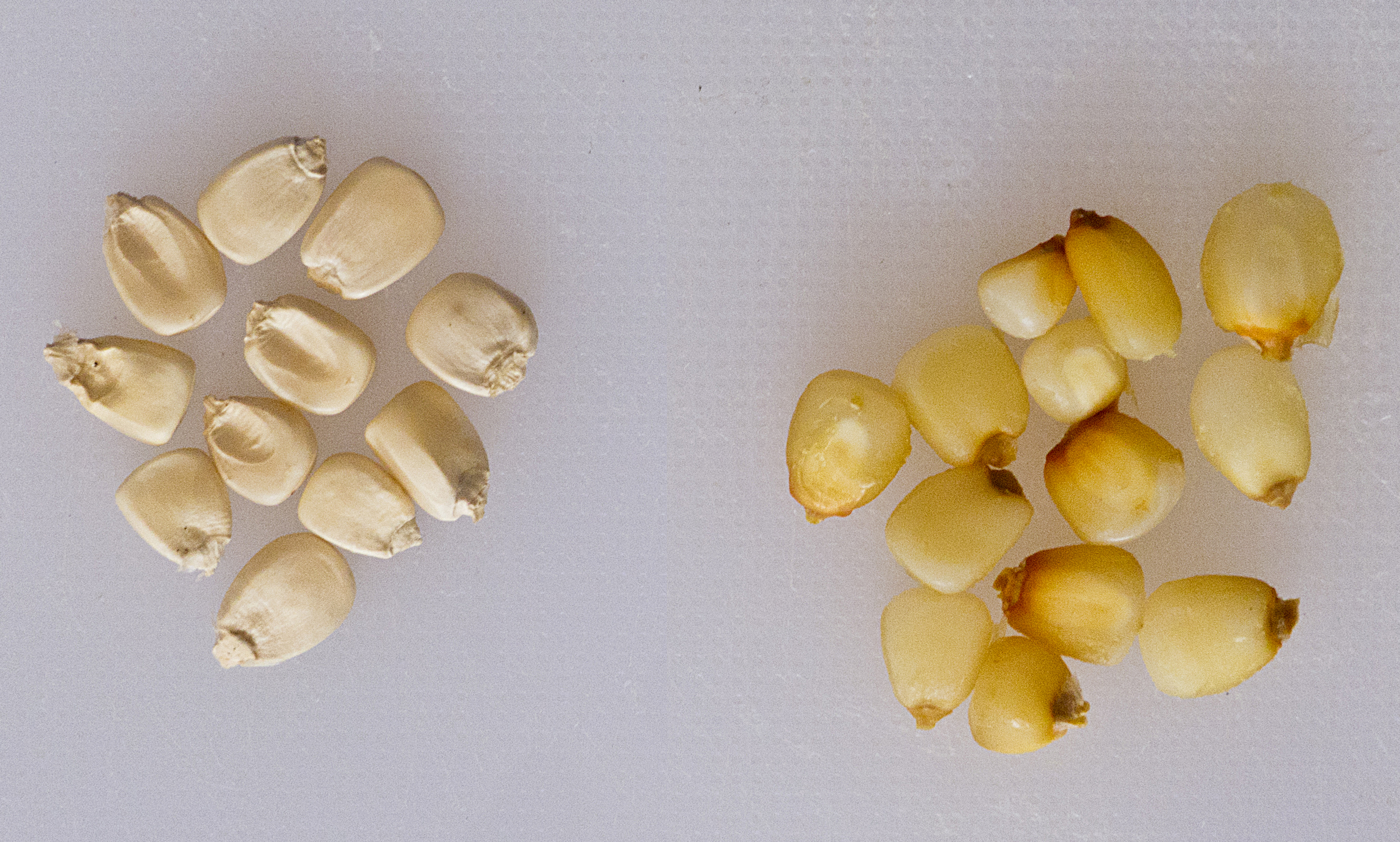
Granella di mais (chicchi) prima e dopo il procedimento di nixtamalizzazione

Il nixtamal o hominy è la granella di mais bollita e lasciata riposare in una soluzione, fortemente alcalina, di calce (idrossido di calcio). È un ingrediente di base della cucina dell'America Centrale usato in numerosi piatti come tortillas messicane e tamales. Il nixtamal fatto ulteriormente fermentare è alla base del pozol.
Il processo di bollitura in ambiente basico usato per preparare il nixtamal viene chiamato nixtamalizzazione.
Nixtamal è una parola della lingua nahuatl formata da nextli, cenere e tamalli, involtini di foglie di mais o banano ripieni di mais.

## Caratteristiche
Il nixtamal è preparato con una tecnica consolidata ed invariata da millenni, dalle popolazioni del Centro America. I chicchi di mais precedentemente essiccati vengono bolliti in una soluzione di acqua e calce (idrossido di calcio). La proporzione è di tre parti di acqua per una parte di calce e può essere leggermente variata in funzione della durezza dei grani.
Messo a riposo una notte il seme di mais si gonfia e diventa facile rimuoverne il pericarpo (la parte più esterna del chicco). La granella ne risulta rammollita e decolorata assumendo una tonalità pallida. Dopo il risciacquo, che ha lo scopo di rimuovere la soluzione alcalina, si ottiene il nixtamal.
A questo punto generalmente il nixtamal viene macinato ottenendo un impasto umido che in spagnolo prende il nome di masa e che può essere usato tale e quale;  oppure l'impasto viene seccato diventando una farina che in spagnolo prende il nome di harina de maiz nixtamalizado oppure masa instantanea de maiz.
Il processo di nixtamalizzazione ha degli effetti importanti sui nutrienti del mais: aumenta la disponibilità della niacina (vitamina PP, Pellagra-Preventing, o vitamina B3) che altrimenti in questo cereale risulta poco o nulla disponibile, mobilita fosforo e potassio e riduce i fitati (composti organici antinutrizionali).
Nel passato, nei paesi nei quali il mais era alla base dell'alimentazione e non era utilizzata la nixtamalizzazione (in tutti i paesi europei) la carenza di niacina fu responsabile del flagello della pellagra.
Il nixtamal può essere fatto fermentare per la preparazione del pozol. Tale processo oltre ad incrementare alcune vitamine produce sostanziali aumenti in aminoacidi pregiati.